# Amina Aït Hammou
Amina Ait Hammou, née le 18 juillet 1978 à Kénitra au Maroc, est une athlète marocaine du 800 mètres. Après avoir manqué trois contrôles antidopage, elle est suspendue pendant un an par la fédération internationale d'athlétisme.

## Palmarès

### Jeux olympiques d'été
- Jeux olympiques d'été de 2000 à Sydney ( Australie)
  - éliminée en série sur 800 m avec un temps de 2 min 03 s 25
- Jeux olympiques d'été de 2004 à Athènes ( Grèce)
  - éliminée en demi-finale sur 800 m  avec un temps de 2 min 00 s 66

### Championnats du monde d'athlétisme
- Championnats du monde d'athlétisme de 2003 à Paris ( France)
  - 4e sur 800 m
- Championnats du monde d'athlétisme de 2007 à Osaka ( Japon)
  - éliminée en demi-finale sur 800 m

### Championnats du monde d'athlétisme en salle
- Championnats du monde d'athlétisme en salle de 2003 à Birmingham ( Royaume-Uni)
  - éliminée en demi-finale sur 800 m avec un temps de 2 min 04 s 16
- Championnats du monde d'athlétisme en salle de 2003 à Budapest ( Hongrie)
  - éliminée en demi-finale sur 800 m avec un temps de 2 min 06 s 17
- Championnats du monde d'athlétisme en salle de 2006 à Moscou ( France)
  - éliminée en série sur 800 m avec un temps de 2 min 05 s 11

### Autres
- Jeux Méditerranéens
  - Tunis 2001 : 4e place

- Jeux de la Francophonie
  - Ottawa 2001 : 4e place, avec un temps de 2 min 01 s 75

- Championnats d'Afrique d'athlétisme
  - Tunis 2002 : Médaille de Bronze, avec un temps de 2 min 03 s 94

## Chronos par année
- 1999 : 2 min 03 s 76
- 2000 : 2 min 03 s 16
- 2001 : 2 min 00 s 47
- 2002 : 2 min 01 s 03
- 2003 : 1 min 57 s 82 à Rome
- 2004 : 1 min 58 s 92 à Zurich